# Haliris pygmaea
Haliris pygmaea is een tweekleppigensoort uit de familie van de Verticordiidae. De wetenschappelijke naam van de soort is voor het eerst geldig gepubliceerd in 1952 door Kuroda.